# Littorophiloscia riedli
Littorophiloscia riedli är en kräftdjursart som först beskrevs av Hans Strouhal1966.  Littorophiloscia riedli ingår i släktet Littorophiloscia och familjen Philosciidae. Inga underarter finns listade i Catalogue of Life.